# Cesare Brambilla
Cessar Brambilla (Bernareggio, Llombardia, 3 de maio de 1885 - Milão, 3 de março de 1954) foi um ciclista italiano que correu durante a primeira década do século XX. Em seu palmarés destaca a vitória à Volta a Llombardia de 1906. É tio de Pierre Brambilla quem também foi ciclista profissional.

## Palmarés
1906
- Giro de Lombardia

## Resultados em Grandes Voltas
Durante a sua carreira desportiva conseguiu os seguintes postos nas Grandes Voltas:
| corrida            | 1905 | 1906 | 1907 | 1908 | 1909 |
| ------------------ | ---- | ---- | ---- | ---- | ---- |
| Giro d'Italia      | -    | -    | -    | -    | -    |
| Tour de France     | -    | -    | -    | -    | Ab.  |
| Volta a Espanha    | -    | -    | -    | -    | -    |
| Mundial em Estrada | -    | -    | -    | -    | -    |